# Richard von Foregger (Politiker)

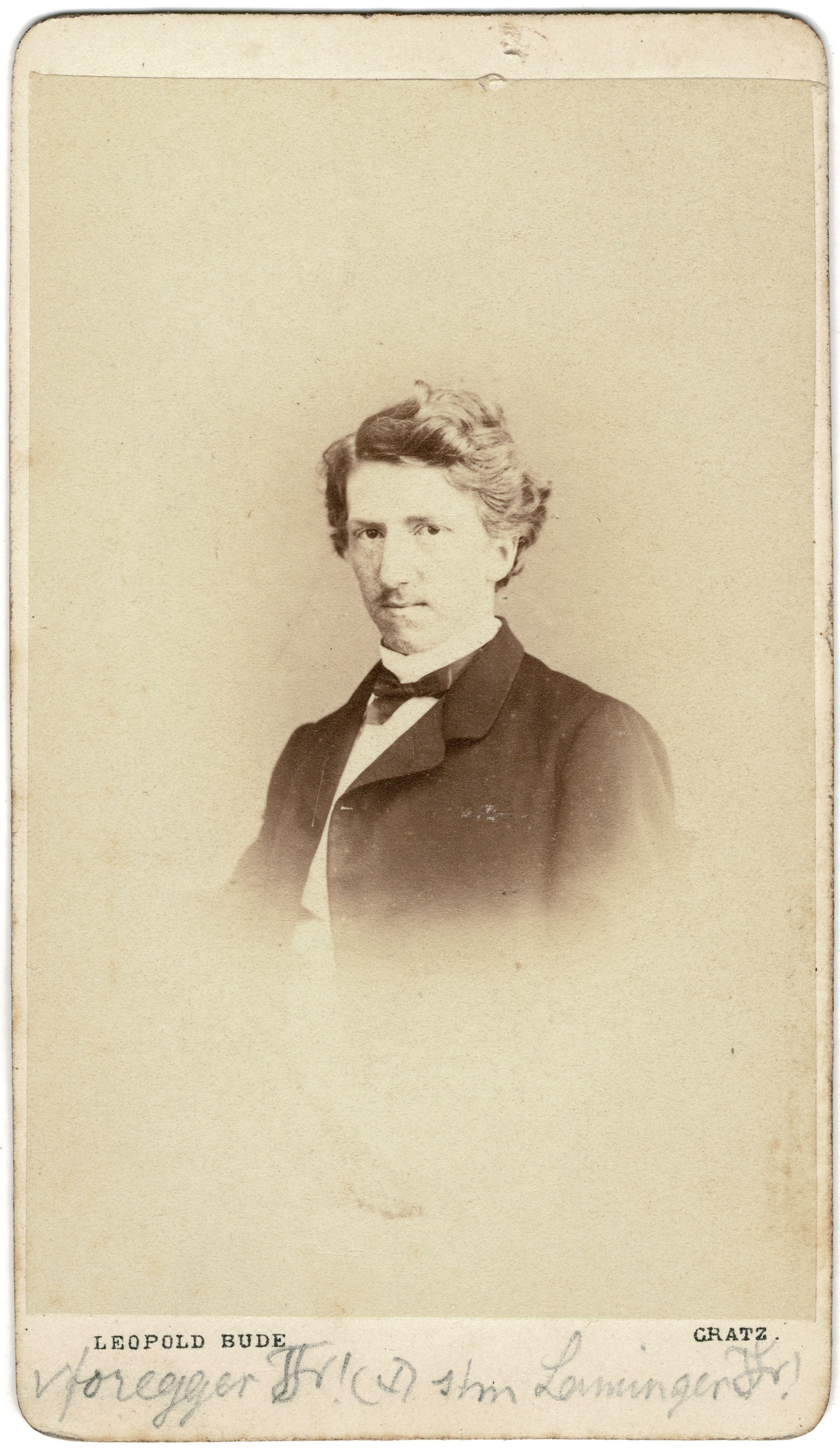
Richard von Foregger

Richard von Foregger (vollständiger Name: Richard von Foregger zum Greiffenthurn, * 11. Oktober 1842 in Cilli, Untersteiermark; † 21. Juli 1916 in Wien) war ein österreichischer Rechtsanwalt und deutschnationaler Abgeordneter.

## Leben
Foregger besuchte das Gymnasium in Cilli. Nach der Matura studierte er 1860/61 an der Ludwig-Maximilians-Universität München und 1861–1864 an der Universität Graz Rechtswissenschaft. Er wurde Mitglied des Corps Franconia München und des Corps Tartarus (Graz). Im Wintersemester 1863/64 und im Sommersemester 1864 zeichnete er sich bei Tartarus als Senior aus. Er beendete das Studium 1864/65 an der Universität Wien, die ihn 1865 zum Dr. iur. promovierte. Ab 1866 war er Advokaturskonzipient, ab 1872 Advokat in Wien. Seit 1910 war er Herausgeber der Zeitung Deutsche Wacht in Cilli. Er war Verwaltungsrat von mehreren Elektrizitätsversorgungsunternehmen. Über 23 Jahre, von 1887 bis 1910, war er Obmann des Vereins der deutschen Steirer in Wien. Ab 1889 saß er im Aufsichtsrat des deutschen Schutzvereins „Südmark“ in Graz. Er starb mit 73 Jahren im Wiener Sanatorium Löw. Der gleichnamige Sohn Richard von Foregger (1872–1960) war Unternehmer in New York.

### Mitglied des Abgeordnetenhauses
- V. Legislaturperiode vom 4. November 1873 bis zum 22. Mai 1879: Steiermark, Städte 8 Cilli, Sachsenfeld, Weitenstein, Hoheneck, Tüffer, Prassberg, Oberburg, Laufen, Franz, Rohitsch, St. Marein, Rann, Lichtenwald, Gonobitz, Schönstein.
- VI. Legislaturperiode vom 7. Oktober 1879 bis zum 23. April 1885: Steiermark, Städte 8 Cilli etc.
- VII. Legislaturperiode (I.) vom 22. September 1885 bis zum 18. Februar 1887, Rücktritt wegen der Spaltung des Deutschen Klubs über die Haltung zum Antisemitismus, wobei er diese Frage nicht als vordringlich betrachtete und deshalb gegen die Verurteilung gestimmt hatte: Steiermark, Städte 8 Cilli etc.
- VII. Legislaturperiode (II.) vom 26. April 1887 bis zum 23. Januar 1891 (wiedergewählt): Steiermark, Städte 8 Cilli etc.
- VIII. Legislaturperiode vom 9. April 1891 bis zum 22. Januar 1897: Steiermark, Städte 8 Cilli etc.

### Klubmitgliedschaft
1873 Fortschrittsklub; 1879 Klub der Vereinigten Fortschrittspartei; 19. November 1881 Vereinigte Linke (Altösterreich); 1885 Deutscher Klub (österreichisches Abgeordnetenhaus); 15. Februar 1887 fraktionslos; 22. Mai 1887 Deutsch-nationale Vereinigung; 1891 fraktionslos.